# Pierre-Jean de Béranger

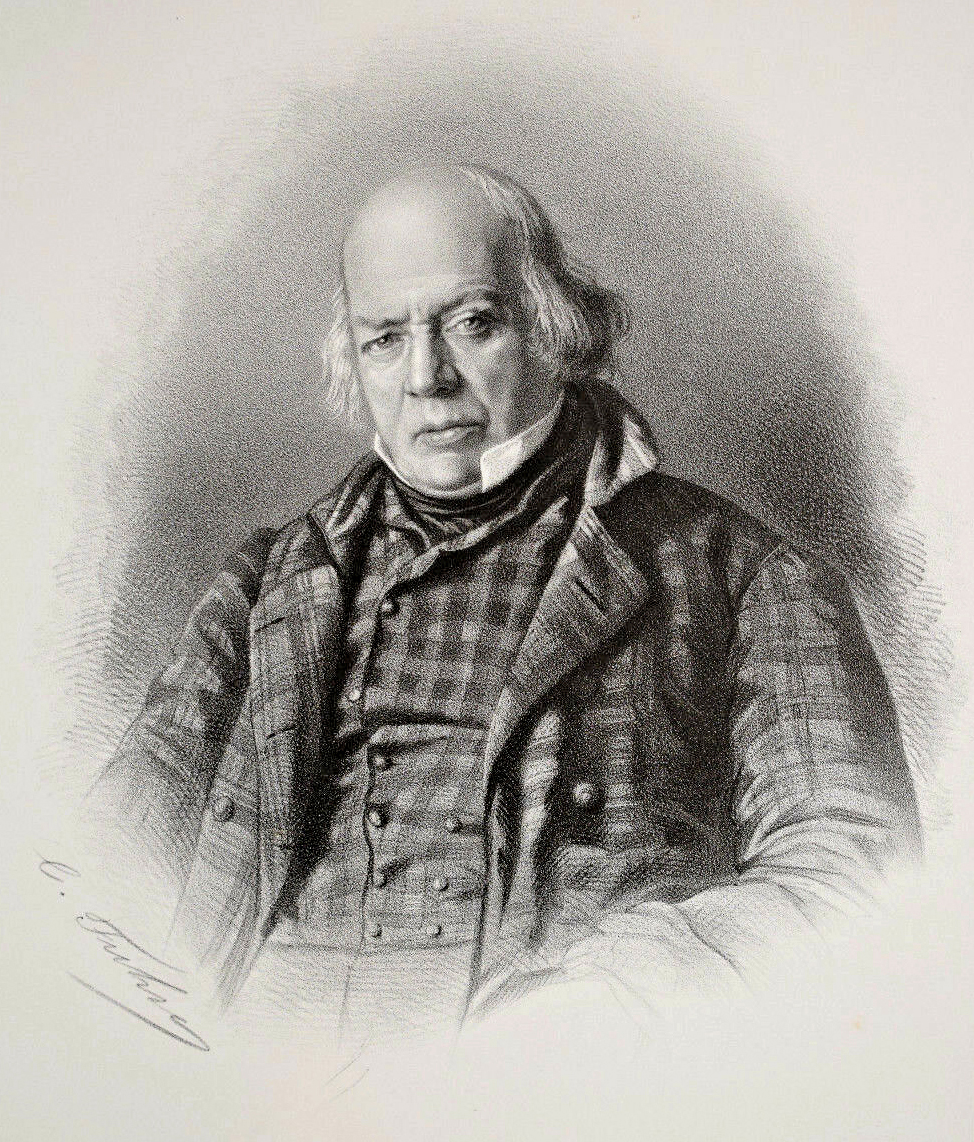
Pierre Jean de Béranger

Pierre Jean de Béranger (19. srpna 1780 – 16. července 1857) byl francouzský básník a autor velmi známých písní. Jeho písně reagující na aktuální politickou i společenskou situaci byly populární nejen ve Francii, ale získaly si obdiv významných osobností tehdejší Evropy.

## Život
Pocházel z chudé rodiny. Otec se o něj nestaral a Pierre-Jean strávil dětství u dědečka v Paříži či u tety ve městě Péronne. Vyučil se knihtiskařem, ale byl rozhodnout se věnovat literatuře. Plánoval rozsáhlé epické a dramatické básně, nikdy je ale nepublikoval. Písně, které ho později proslavily, pro něj zprvu neznamenaly příliš podstatnou část jeho tvorby. Psal je pro své přátele a popisoval v nich své drobné životní zážitky, vytvářel konkrétní postavičky veselých lidí. Po rozchodu s otcem žil v malém mansardním bytě na předměstí Paříže. V roce 1812 se ocitl ve finanční krizi, byl finančně podpořen Lucienem Bonapartem, který byl jeho příznivcem, později díky němu získal místo na univerzitě, kde setrval až do roku 1821. Byl uveden do literárních kruhů.
První píseň, která ho proslavila, byla satirická báseň Král yvetotský (Le roi d'Yvetot) z roku 1813. Také jeho další satirické písně z posledního období napoleonského císařství zaznamenaly velký ohlas. Boji proti režimu restaurace Bourbonů zasvětil Béranger dalších patnáct let svého života a tvorby. Pro ostrý politický tón svých písní byl mnohdy pronásledován, pokutován a zakazován, později dokonce uvězněn. Jeho písně se zpočátku šířily pouze ústním podáním a nelegálním opisováním. V roce 1821 byly vydány knižně a Béranger byl postaven před soud za urážku krále, veřejné morálky a dobrých mravů. Proces vyvolal velké pobouření a Béranger dostal mírný trest (tři měsíce vězení a pokutu). Pro vydání svých protirežimních písní byl znovu odsouzen roce 1829 a jeho případ měl velký ohlas v celé Francii i Evropě.
Na počátku třicátých let se téma jeho písní obrátilo k sociálním problémům. V roce 1833 vydal sbírku písní, v jejímž úvodu formuloval svůj program lidovosti literatury: Lid je mou múzou.  V následujících letech se stáhl do ústraní a své písně předkládal veřejnosti jen výjimečně. Teprve v roce 1847 se rozhodl publikovat deset nových písní, mezi nimi revoluční vizi Potopa. V roce 1848, po nastolení druhé republiky, kterou ve svých písních vždy podporoval, odmítl všechny nabízené pocty i kandidaturu na poslance.  Bérangerova smrt v roce 1857 vyvolala u císařské vlády obavy z protivládních demonstrací. Oficiálního pohřbu, který se konal za vojenské asistence, se nemohli zúčastnit ani jeho nejbližší přátelé.  Je pohřben na hřbitově Père-Lachaise společně se svým přítelem, politikem Jacquesem-Antoinem Manuelem.
| „                         | Mé srdce je loutna zavěšená, sotva se ho dotkneš, zní. | “ |
| — Pierre Jean de Béranger |                                                        |   |

## Dílo
V roce 1815 vydal sbírku „Chansons" [Písně], kterou pak doplňoval v dalších vydáních (1821, 1825, 1828, 1833, 1847 a 1857); celkem složil na 360 písní, většinou na lidové melodie. Tyto básně jsou velmi poetické, ale vtipné i ostré. Stylově je podobný klasicistním autorům a francouzské lidové poezii. Jeho básně jsou milostné, satirické, týkající se společenského života i politiky a velmi zpěvné. Proto se také staly velmi populárními (patřil k vůbec nejpopulárnějším francouzským básníkům všech dob), pro velkou časovost je však velká část z nich zapomenuta a Bérangerovo dílo bylo mnohdy po jeho smrti bagatelizováno.
Katolická církev dekretem ze dne 28. 7. 1834 zařadila Bérangerovy „Písně" (Chansons) na Index zakázaných knih.
Mnoho jeho básní bylo přeloženo do češtiny, poprvé a vynikajícím způsobem Miroslavem Krajníkem v roce 1875. Bérangerovy básně hrají také významnou úlohu v románu Františka Kožíka Největší z Pierotů.
| „                         | „...vladaři potřebovali by / poddané němé jako ryby..." | “ |
| — Pierre Jean de Béranger |                                                         |   |

## Zajímavost
Jeho socha je jednou ze 146 soch umístěných na fasádě budovy pařížské radnice.